# Juan Balansó
Juan Balansó Amer (Barcelona, 28 de junio de 1942 - Madrid, 28 de junio de 2003) fue un periodista y escritor español especializado en historia de la Monarquía.

## Obra
Relaciones públicas y periodista, Juan Balansó gozó del favor del público y consiguió notables éxitos editoriales con sus obras sobre la Monarquía española. Contrariamente a otros periodistas y escritores que han tratado las cuestiones dinásticas, Balansó frecuentó archivos y bibliotecas y sus libros y artículos eran tan amenos en el fondo como rigurosos en la forma. Durante la década de los 60' formó parte del cuadro de actores del programa de TVE "ESCALA EN HI-FI" para el que utilizaba el seudónimo de Carlos Tamares.

### Libros
- Las coronas huecas, Barcelona, Plaza y Janés, 2003, ISBN 84-01-53064-4. Reed. Barcelona, Debolsillo, 2004, ISBN 84-9793-297-8
- Por razón de Estado: las bodas reales en España, Barcelona, Planeta, 2002, ISBN 84-01-53057-1. Reed. Barcelona, Debolsillo, 2003, ISBN 84-9759-628-5
- Los Borbones incómodos, Barcelona, Plaza y Janés, 2000, ISBN 84-01-53043-1. Reed. Barcelona, Debolsillo, 2002, ISBN 84-8450-963-X; Reed. id. nuevo formato, 2004 ISBN 84-9793-448-2
- Las alhajas exportadas, Barcelona, Plaza y Janés, 1999, ISBN 84-01-53039-3. Reed. Barcelona, Debolsillo, 2000, ISBN 84-8450-368-2; Reed. id. nuevo formato, 2004, ISBN 84-9793-446-6
- Los diamantes de la Corona, Barcelona, Plaza y Janés, 1998, ISBN 84-01-53030-X. 2ª. ed. 1999, ISBN 84-01-54109-3. Reed. Barcelona Debolsillo, 2004, ISBN 84-9793-445-8.
- "Las perlas de la Corona", Barcelona, Plaza y Janés, 1997, ISBN 84-01-53023-7; 2ª. ed. 1999, ISBN 84-01-54071-2. Reed. Barcelona, Debolsillo, 2001, ISBN 84-8450-849-8. Reed. id. nuevo formato, 2004, ISBN 84-9793-447-4
- La Corona vacilante, Barcelona, Plaza y Janés, 1996, ISBN 84-01-53012-1
- Julia Bonaparte, reina de España, Barcelona, Planeta, 1992, ISBN 84-320-4538-1; 2ª. ed. 1996, ISBN 84-395-5405-2. Reed. Barcelona, Debolsillo, 2001, ISBN 84-8450-708-4. Reed. id. nuevo formato 2004, ISBN 84-9793-444-X
- La familia rival, col. Espejo de España, Barcelona, Planeta, 1994,ISBN 84-08-01247-9. Traducido al francés: Les Bourbons de Parme: histoire des infants d'Espagne, ducs de Parme, traducido por Chantal de Badts de Cugnac, Biarritz, J. et D.,1996, ISBN 2-84127-100-5
- La familia real y la familia irreal, col. Espejo de España, Barcelona, Planeta, 1992, ISBN 84-320-7549-3. Reed. col. Planeta Bolsillo, Barcelona, Planeta, 1995, ISBN 84-08-01268-1
- Los reales primos de Europa: quién es quién en el mundo de los tronos ocupados o vacíos, Barcelona, Planeta, 1992, ISBN 84-08-00151-5
- Trío de príncipes, Barcelona, Plaza y Janés, 1995, ISBN 84-01-53000-8; 2ª ed. 1997, ISBN 84-01-55001-7
- La Casa Real de España: historia humana de una familia, (en 20 fascículos), Madrid, Mirasierra, 1976, ISBN 84-85046-28-5

### Artículos
- "La reina virgen", Historia y vida, ISSN 0018-2354, N.º. 419, 2003, pags. 56-68

## Valoración
Con ocasión de la muerte de Balansó, se publicaron numerosas necrológicas que son una fuente de datos sobre el personaje:
- "Juan Balansó era monárquico por convicción, creía en la monarquía constitucional como una fórmula ideal de Gobierno del Estado por encima de los partidos, como un símbolo de equidad y justicia. El rey lo es de todos y para todos. (...) Juan Balansó era, pues, un monárquico fiel. Pero, como era muy inteligente y además tenía un gran sentido del humor, cuando echaba un vistazo a las actuales monarquías europeas, democráticas y constitucionales, unas veces se reía mucho y otras se le caía el alma a los pies". María Eugenia Yagüe.
- "Hombre simpático, divertido, cultísimo, desplegó en el último cuarto de siglo una fecunda y brillante actividad en la historia de las dinastías reales europeas. (...) Polifacético y con un sentido desbordante y lúdico de la vida, en su primera juventud estuvo vinculado al teatro musical y fue jefe de Relaciones Públicas de la agencia Efe. Pero sus reportajes en ABC y en otras publicaciones españolas y extranjeras le abrieron el camino de los libros hasta convertirse en uno de los más leídos autores en su género. (...) Juan Balansó -Juanito para sus amigos- descubrió en 1986 los Archivos Reales de Francia que se creían perdidos en la Segunda Guerra Mundial y desmenuzó a fondo el legado de los Borbones de Parma. En esta ciudad italiana en la que trabajó, vivió y amó apasionadamente reposarán -como él quería- sus restos mortales". Santiago Castelo.
- "Sus libros eran los de un periodista, con sus aciertos y sus defectos: si, de una parte, sólo en ocasiones recogía sus fuentes, de otra parte sabía destacar aquello que al público le podía interesar o entretener más. Sus libros tampoco tienen nada que ver con la llamada prensa rosa; estaba en otro nivel y más de una vez anduvo sumergido en archivos como el de Parma o en la Biblioteca Nacional. Dudo mucho que los historiadores profesionales o los tratadistas de derecho constitucional supieran tanto como Juan Balansó de temas como la casa de Parma, o de la monarquía en general. (...) Se podrá estar de acuerdo o no con sus escritos, -él mismo cambiaba de opinión y de actitud- pero nadie podrá reprocharle falta de valor, porque dijo siempre lo que quiso decir, y no le preocupaba a quién iba a molestar. Y me consta que molestó a muchos. Eso no fue óbice para que fuera capaz de guardar un secreto, durante años, o cumplir una palabra dada". Luis Español Bouché.
- "Su rigor, del que hacía gala, cuando abordaba la historia de las familias reales, era tal que dejaba en ridículo a los historiadores españoles que escriben a golpe de botafumeiro. Sabía ser, cuando la ocasión así lo exigía, respetuosamente crítico con las conductas de todos aquéllos que, por ser o estar relacionados a nivel de parentesco con nuestro Rey, tienen la obligación "si no de ser ejemplares, al menos de parecerlo".La credibilidad de Juanito, como sus amigos le llamábamos, era tal que cada vez que se producía una noticia referente a nuestra Familia Real, el recuadro, el apoyo, el artículo de opinión o el comentario, firmado por Juan Balansó, era obligado. Siempre crítico pero leal, alejado de ese contenido cortesano, laudatorio y servil de muchos comentaristas e incluso historiadores que sólo buscan describir aquello que creen que al Rey, a la Reina, al Príncipe o a las Infantas les gusta leer u oír". Jaime Peñafiel.